# Tratado de 1904 entre Chile y Bolivia
El Tratado de Paz y Amistad del 20 de octubre de 1904 es un tratado de paz firmado por representantes de la República de Bolivia y la República de Chile con el fin de terminar el estado de guerra existente entre ambos países luego del estallido de la Guerra del Pacífico en 1879.
Tras años de disputa, el 14 de febrero de 1879, tropas chilenas invadieron el puerto boliviano de Antofagasta dando inicio al conflicto que enfrentaría por varios años a ambos países (además del Perú). Recién en 1884, Chile y Bolivia firmaron un pacto de tregua que pondría fin a las acciones armadas, mientras era negociado un tratado de paz definitivo.
El Tratado de Paz y Amistad fue discutido por varios años, especialmente debido a la cesión absoluta y perpetua de los territorios bolivianos ocupados por Chile, correspondientes al antiguo departamento del Litoral (actual Región de Antofagasta), lo que dejaba a la República de Bolivia sin acceso al océano Pacífico. El tratado además incluye una serie de cláusulas con el fin de suplir la carencia de una salida marítima soberana, dentro de las que se destacan la obligación de Chile de construir un ferrocarril entre Arica y La Paz, la concesión de créditos, derechos de libre tránsito hacia puertos en el Pacífico y el pago de 300 mil libras esterlinas como compensación.
Las relaciones entre Bolivia y Chile desde la  del tratado hasta la fecha han estado marcadas por las disposiciones de este, originando un continuo reclamo nacionalista en Bolivia en favor de un restablecimiento del acceso soberano al mar territorial. Recién hacia fines del siglo XX las concesiones establecidas fueron aplicadas en su totalidad, y a partir de ello, Bolivia se ha planteado la posibilidad de objetar el tratado.

## Contenidos

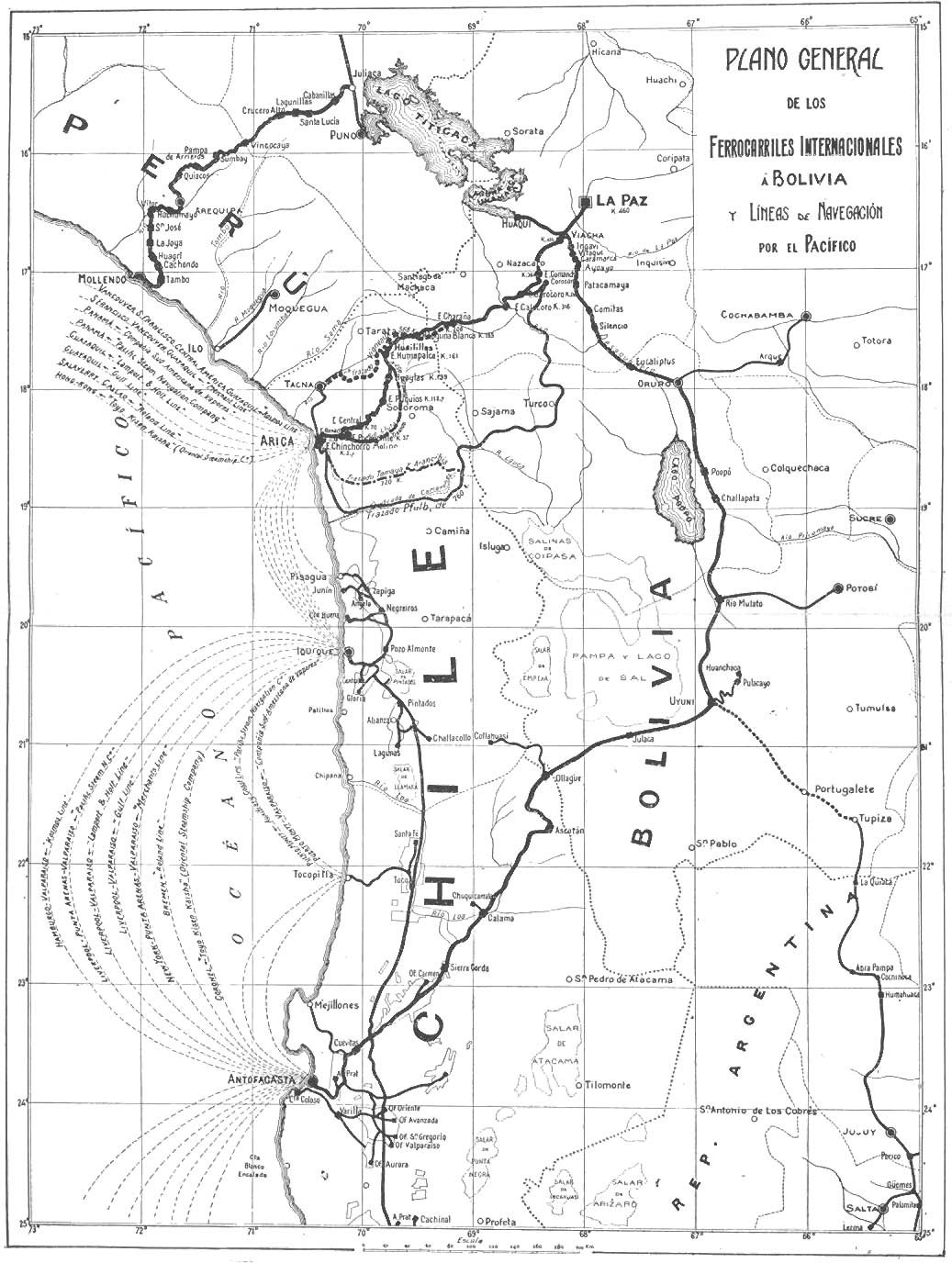
Mapa del ferrocarril Arica-La Paz.

## Antecedentes

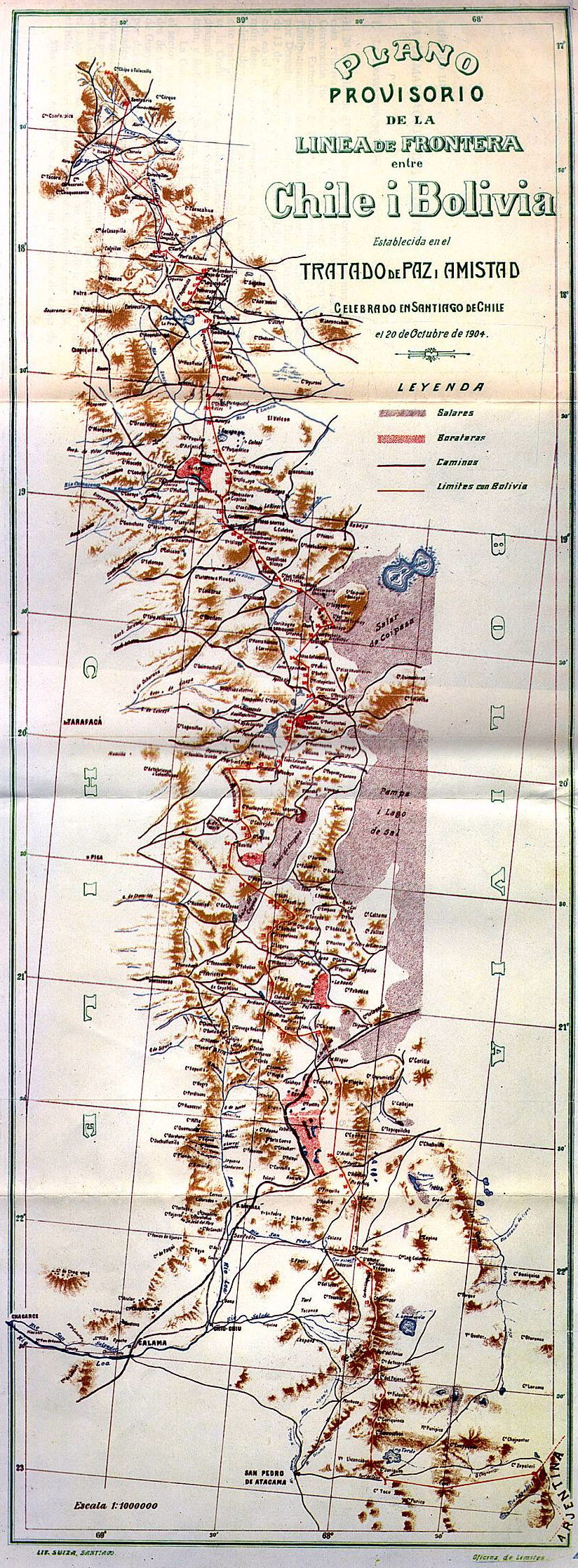
Plano provisorio de la frontera, según lo acordado por el tratado.

La falta de definición de límites claros entre Bolivia y Chile a lo largo del desierto de Atacama fue un problema que generaría una serie de disputas entre ambos países desde la formación de estos. El conflicto comenzó a tomar mayor relevancia a medida que se extendía la explotación de sus riquezas (primero salitre y luego guano) y la firma del tratado de límites entre ambos países de 1874 no fue suficiente para evitar la escalada bélica. 
El 14 de febrero de 1879 estallaría la Guerra del Pacífico tras el desembarco chileno en Antofagasta. El ejército chileno ocupó rápidamente gran parte del departamento del Litoral y, luego de una serie de derrotas, el ejército de Bolivia se retiró de la contienda el 26 de mayo de 1880 luego de la batalla del Alto de la Alianza, lo que dejó únicamente a su aliado Perú combatiendo a Chile. Sin embargo, solo el 20 de abril de 1884 se firmaría una tregua entre Chile y Bolivia, que suspendería el estado de guerra y reiniciaría relaciones diplomáticas. El pacto estipulaba además la aceptación de la administración por Chile de los territorios ocupados durante la guerra, mientras se negociaba un tratado definitivo.
Las tratativas para firmar un acuerdo final entre Bolivia y Chile se iniciaron en 1902 durante las presidencias de José Manuel Pando y Germán Riesco Errázuriz, respectivamente.

## Abrogación
En 2009 Bolivia promulgó una nueva constitución que en sus disposiciones transitorias, artículo 9, prescribe que:

en el plazo de cuatro años desde la elección del nuevo Órgano Ejecutivo, éste denunciará y, en su caso, renegociará los tratados internacionales que sean contrarios a la Constitución.

Sin embargo, no se ha aplicado. Dado que ya los límites entre los países quedaron claramente definidos por este tratado bilateral. 